# Johan Scherrewitz
Johan Frederik Cornelis Scherrewitz dit Johan Scherrewitz (Amsterdam, 18 mars 1868 - Hilversum, 9 août 1951) est un peintre et aquarelliste néerlandais. Il réalise principalement des paysages et des scènes de plage, souvent avec des personnages et des animaux. Il fait partie de l'école de La Haye.

## Biographie
Scherrewitz est le fils d'un courtier en valeurs mobilières d'Amsterdam et était initialement destiné à cette profession. Cependant, les choses se sont passées différemment : « Je ne me sentais vraiment pas comme ça. Plus tard, j'ai aussi eu des leçons de Poggenbeek. Quand mon père a compris que je ne deviendrais jamais un bon élève, je me suis débrouillé et j'ai commencé à errer, en peignant armé » a-t-il confié à son biographe Henri van Calker.
Scherrewitz déménage en 1898 pour une période à Laren et plus tard à Hilversum. Cependant, il est moins attiré par les polders, mais davantage par les paysages forestiers, tels ceux qu'il avait trouvé lors de ses fréquents voyages dans le Brabant, le Veluwezoom et le Lage Vuursche. Il peint également sur la côte de la mer du Nord. Tout au long de sa vie, il maintient le style de l'école de La Haye, avec une préférence marquée pour les couleurs d'automne. Ses peintures sont souvent peuplées de bergers avec des moutons, de pêcheurs avec leurs chalands, chariots et chevaux et d'agriculteurs avec des vaches : des gens simples, peints avec beaucoup d'amour, qui semblent presque s'identifier à la nature.
Scherrewitz a eu beaucoup de succès tout au long de sa vie aux États-Unis, en Angleterre et en Écosse, où le travail de l'école de La Haye est en demande. Scherrewitz n'a donc guère pris la peine d'exposer ou de vendre dans son propre pays, en partie parce que l'intérêt pour l'école de La Haye après 1914 avait atteint un point bas. Il est apprécié mais reste relativement inconnu du public néerlandais malgré ses thèmes hollandais.
Scherrewitz est décédé en 1951, à l'âge de 83 ans.

## Musées et collections publiques
- Sheep at Evening, Art Gallery of Hamilton
- The Pearl Fisher, Musée national des beaux-arts du Québec[2].
- Rijksmuseum